# Cercomacra parkeri
Cercomacra parkeri é uma espécie de ave da família Thamnophilidae.
É endémica de Colômbia.